# Фелетто
Фелетто (італ. Feletto, п'єм. Flèt) — муніципалітет в Італії, у регіоні П'ємонт,  метрополійне місто Турин.
Фелетто розташоване на відстані близько 540 км на північний захід від Рима, 27 км на північ від Турина.
Населення — 2329 осіб (2014).
Покровитель — San Vittorio.

## Демографія
Населення за роками:

Станом на 1 січня 2023 року в муніципалітеті офіційно проживав 291 іноземець з 26 країн, серед них 145 громадян країн Євросоюзу та 1 громадянин України.

## Сусідні муніципалітети
- Босконеро
- Лузільє
- Ривароло-Канавезе
- Сан-Джорджо-Канавезе
- Сан-Джусто-Канавезе